# KFUM Ursus kammarkör
KFUM Ursus kammarkör var en blandad kör från Stockholm som bildades 1995 av Björn Borseman. Från hösten 2001 var David Lundblad körens dirigent. När denne flyttade från Stockholm ersattes han hösten 2006 som dirigent av Charlotte Björkvall, som efter giftermål från hösten 2007 heter Charlotte Gullberg. Kören beslutade att lägga ned sin verksamhet 2016. 

## Diskografi
- Christmas is coming (2002)
- Ales stenar (2006)
- När juldagsmorgon glimmar (2007)